# Kepler-25 d
Kepler-25 d est une Planète géante gazeuse, orbitant autour de étoile blanc-jaune de type F située à environ 793 années-lumière (243,25 pc) de la Terre avec une magnitude apparente de 10,77.

## Caractéristiques physiques
L'exoplanète se distingue par sa masse modérée de 0,23 MJ et son rayon de 0,89 RJ.

## Orbite
Elle orbite à 0,42  unités astronomiques de son étoile, une distance comparable à celle de Vénus dans le système solaire.

## Découverte
L'exoplanète a été découverte par la méthode des vitesses radiales en 2014.

## Habitabilité
Les conditions d'habitabilité de cette exoplanète ne sont pas déterminées ou ne sont pas connues.